# Richardson Highway
Pour les articles homonymes, voir Richardson.

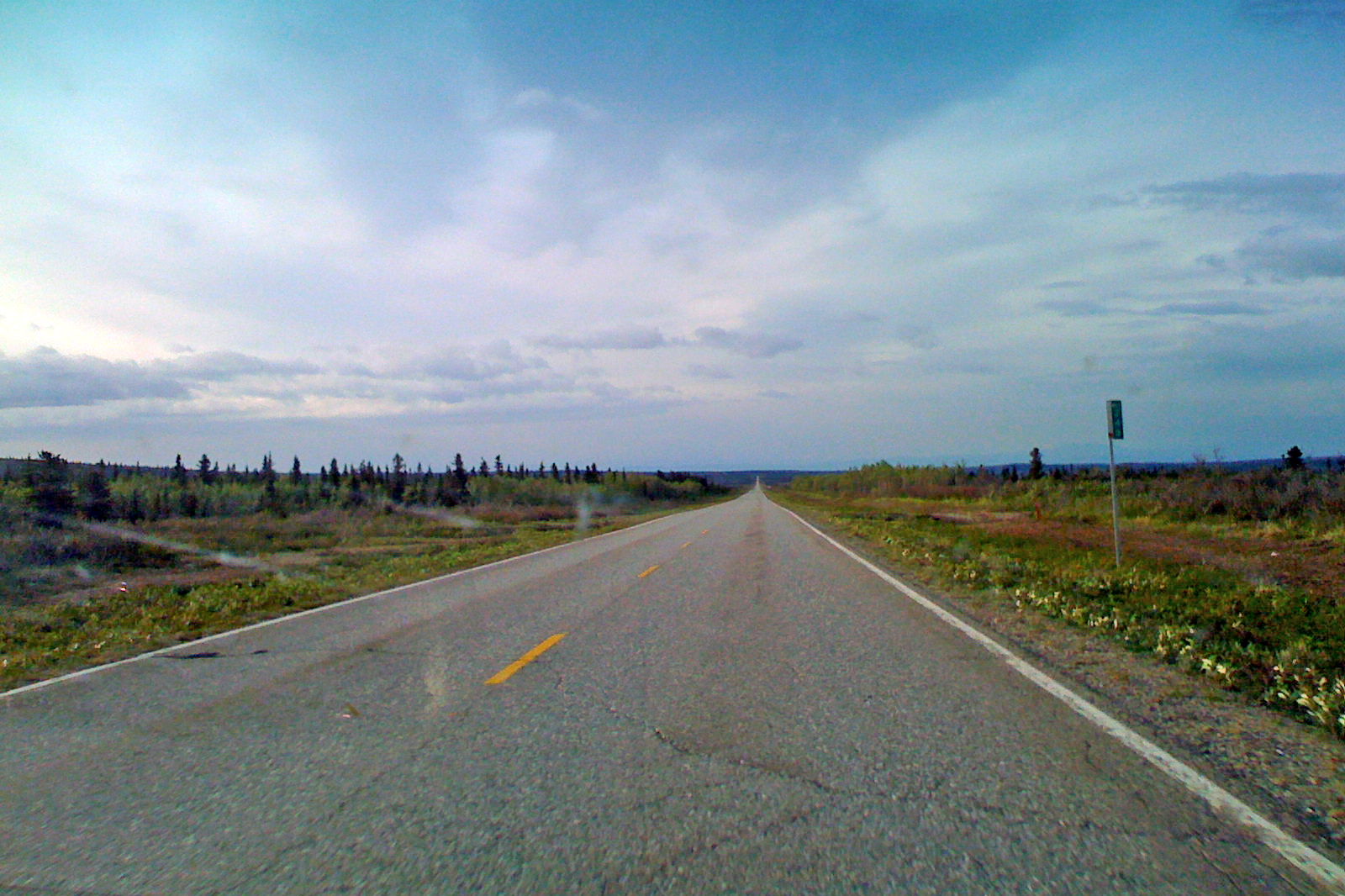
Richardson Highway

La Richardson Highway est une route d'Alaska, aux États-Unis, de 562 kilomètres (349 mi), reliant Valdez à Fairbanks. Elle s'appelle aussi Alaska Route 4 depuis Valdez jusqu'à Delta Junction, et Alaska Route 2 ensuite, jusqu'à Fairbanks. Elle raccorde aussi des segments de la Route Alaska 1 entre la Glenn Highway et le raccourci de Tok, Tok Cut-Off. Elle franchit les Montagnes Chugach au niveau du col de Thompson, et passe à-côté du glacier Worthington. C'est la première route importante construite en Alaska et la seule qui desserve la ville de Valdez qui en est le terminus.

## Histoire
En 1898 fut aménagée par l'armée américaine, une voie de passage entre le port de Valdez et Eagle, sur 660 kilomètres, pour rejoindre les gisements aurifères du Klondike. Quand la ruée vers l'or fut terminée, l'armée continua à entretenir cette route, qui reliait Fort Liscum à Valdez à Fort Egbert à Eagle.
Jusqu'à la construction de l'Alaska Railroad, en 1907, la piste Richardson était la voie la plus importante pour accéder à l'intérieur de l'état, surtout en hiver, quand le Yukon était gelé donc, non navigable.
Avant les premières automobiles, la diligence traineau qui allait de Valdez à Fairbanks mettait environ 8 jours pour effectuer le voyage.

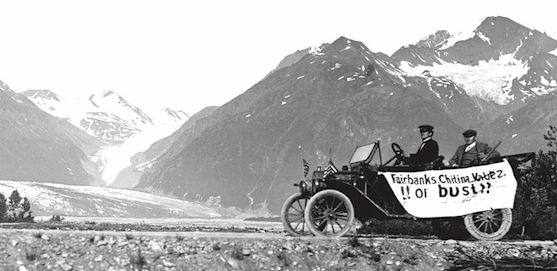
La première voiture allant d'Eagle à Valdez, en 1913

Avec l'avènement de l'automobile, la route fut à nouveau aménagée en 1920 pour permettre la circulation, et un péage fut instauré, dès 1933 afin d'en financer l'entretien. Il était collecté au niveau de la rivière Tanana, à Big Delta.
La Route de l'Alaska, et la Glenn Highway, construites pendant la Seconde Guerre mondiale reliaient le reste du continent ainsi qu'Anchorage à la Richardson Highway à Delta Junction, permettant un accès motorisé à toutes les bases militaires construites en Alaska juste avant la Guerre.
Le sud de la route ne fut ouvert qu'à l'été 1950 quand un transporteur qui habitait près de Thomson Pass, déblaya la neige pendant une saison entière afin de prouver que la route pouvait être empruntée tout au long de l'année. Elle a été goudronnée en 1957.
L'Oléoduc trans-Alaska, construit entre 1973 et 1977 est parallèle à la Richardson Highway sur une grande distance entre Valdez et Fairbanks.

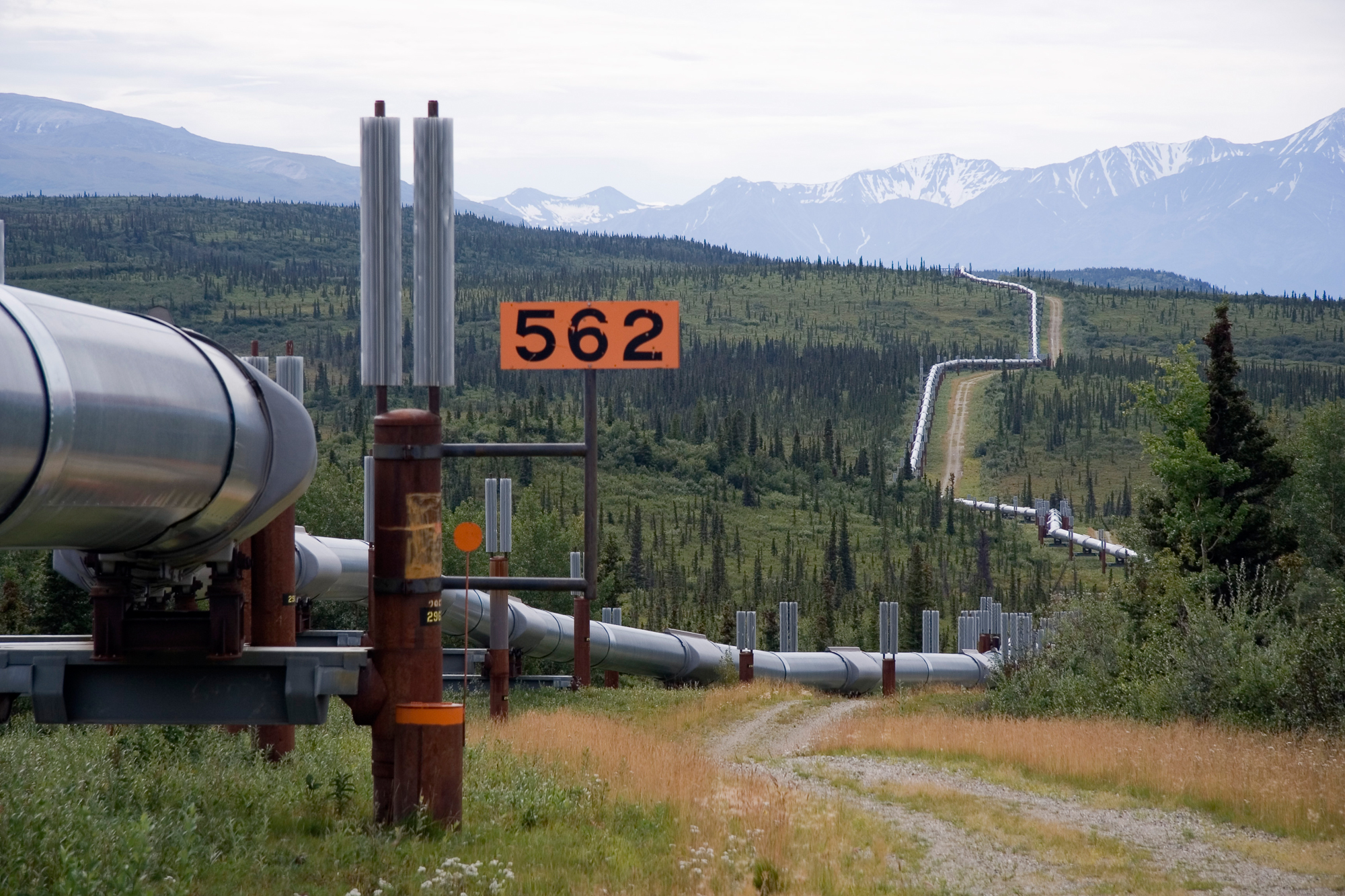
Le pipeline de l'Alaska

## Villes situées le long de la route
- Valdez (Alaska),
- Old Valdez (détruite lors du Séisme de 1964 en Alaska)
- Tonsina, au km 127
- Copper Center, au km 162
- Silver Springs
- Glennallen (par la Glenn Highway), au km 185
- Gulkana, au km 204
- Big Delta (Alaska), au km 275
- Paxson (par la Denali Highway), au km 299
  - Accès à Tangle Lakes
- Fort Greely, au km 420
- Delta Junction (par l'Alaska Highway), au km 428) 
  - Accès à Quartz Lake
- Deltana
- Harding-Birch Lakes
- Salcha, au km 524
- Eielson Air Force Base, au km 549
- Moose Creek
- North Pole, au km 562
- Fairbanks, au km 586

## Galerie de photos

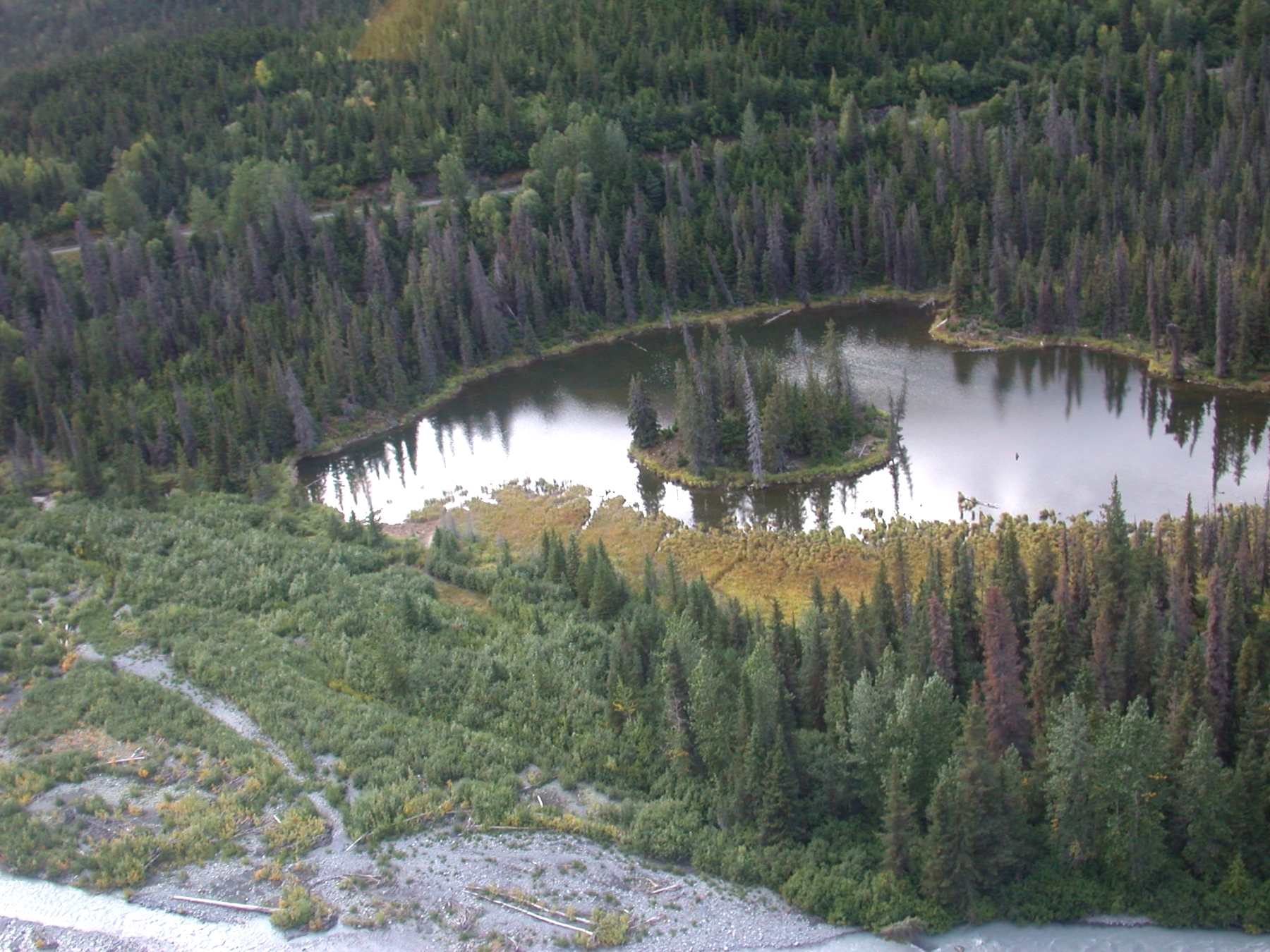
Aux abords de Richardson Highway
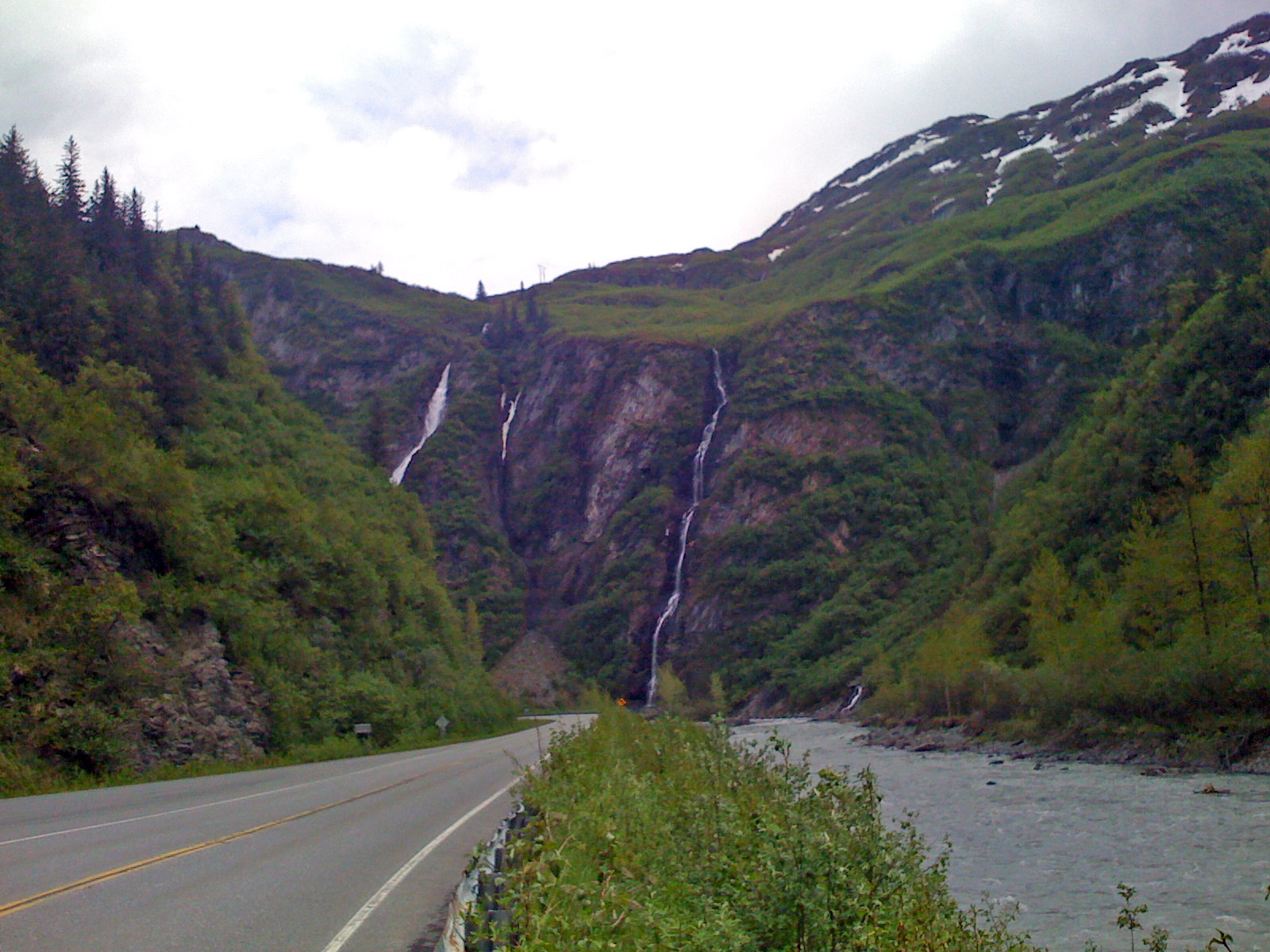
Keystone canyon sur la Richardson Highway
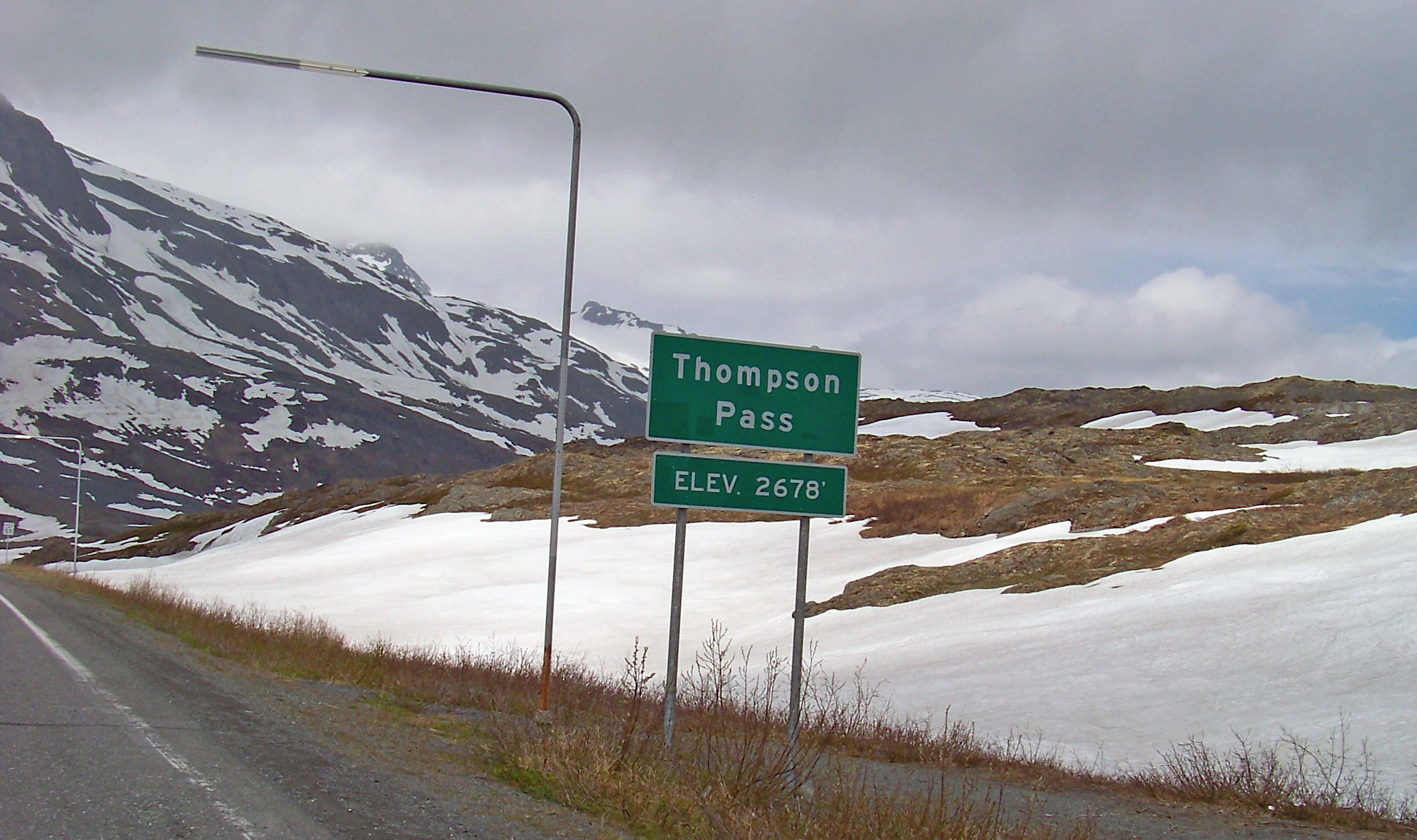
Col de Thompson
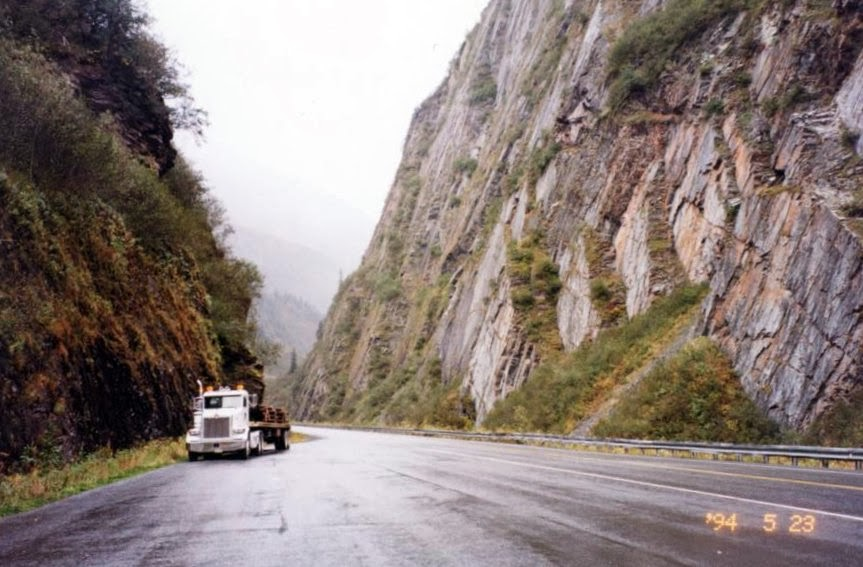
Canyon passage (Richardson Highway)
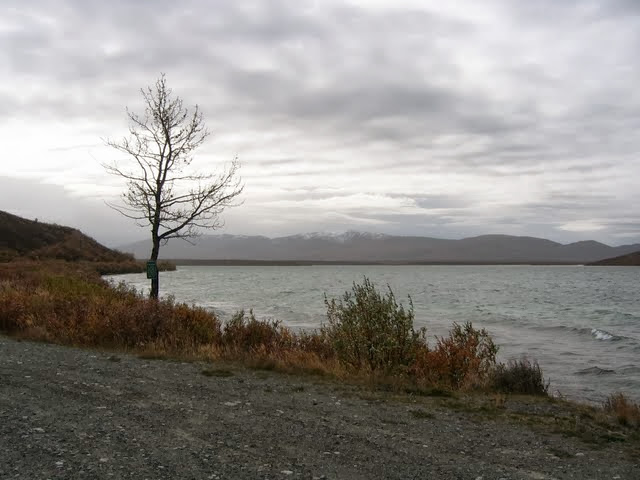
Summit lac
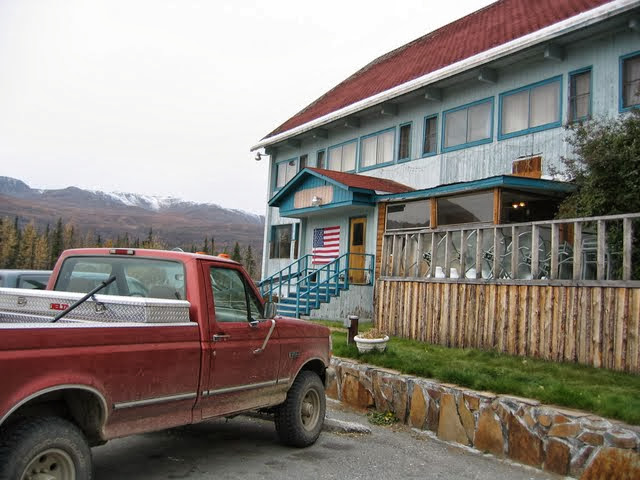
Hôtel routière
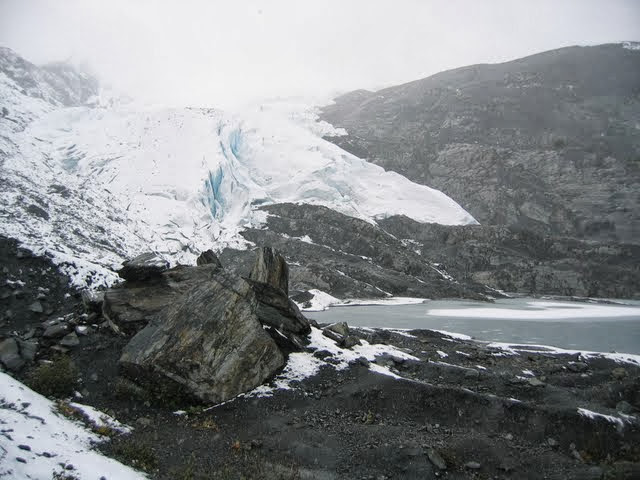
Glacier